# 青岛 (伊豆群岛)
青岛（日语：／ Aogashima），又稱為青之島，是位於日本伊豆群岛南部的一座火山岛，也是伊豆群岛有人定居的岛屿中，位置最南的一個；其距離日本本州最近的伊豆半島約250公里，距離最近的有人居住島嶼八丈島也有68公里之遠，全島的行政區劃属于日本东京都八丈支厅青岛村管辖。
青島為一座火山島，最近一次爆发發生在1785年，目前仍被日本气象厅列为C級活火山。
在2014年後由於一篇《在死前你應該看到的13個驚人的自然奇觀》的報導中，讓青島上特殊的破火山口地形受到各國觀光客注意，吸引了大量來自海外的觀光客。

## 地形

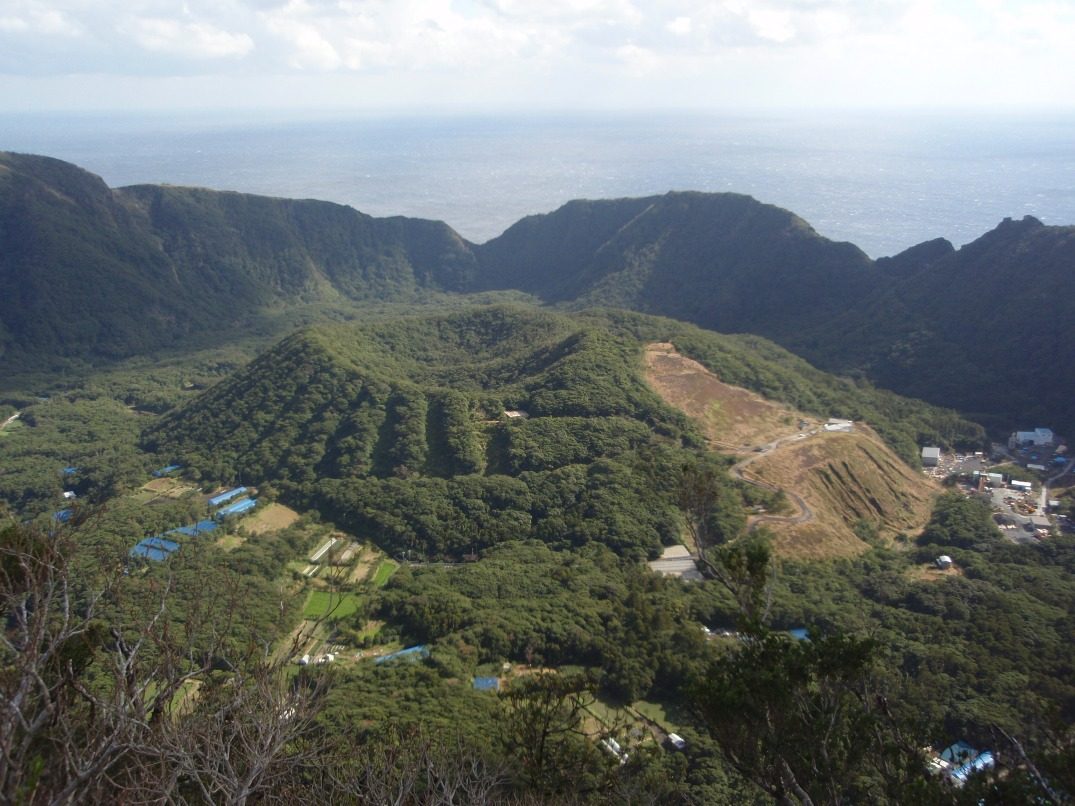
池之澤破火山口，以及位於其內的丸山火山錐

青岛长3.5公里，最大宽度2.5公里，如果連同周邊的海底地形一起來看，實際上是一座長約15公里、寬約8公里，高度達1,100公尺的火山。
该岛四周皆是非常陡峭的层状火山沉积峭壁，高度從50公尺到200公尺不等，南部區域更是一個直径約1.5公里的名为池之澤的破火山口地形，在破火山口中還有一座名為丸山的小型火山錐，形成破火山口又有一座小火山口的地形。破火山口西北側，海拔高度423米的大凸部為岛上最高点。

## 历史
青島被認為是第四紀時期形成的火山，其主要於一萬年前的火山活動中形成，約三千年前的一次大規模爆發在島上南部形成現在被稱為池之澤的破火山口地形。
目前仍不知道青岛上何時開始有人类居住，只知道居民大多來自伊豆群島其他島嶼，在歷史文獻中，記錄到1652年、1670年至1680年期間，及1780年至1785年期間曾有頻繁的火山活動紀錄，1785年更出現大規模爆發，造成島上居民約130人至140人的死亡，居民也全數撤至八丈島避難；而此次的火山爆發也形成位於池之澤中央的丸山。
此後青島一度成為無人島，雖然在1794年開始陸續有人嘗試搬回到青島居住，但由於島上港口、道路、住所、耕地皆遭到火山活動破壞，同時又遭遇嚴重鼠害，直到1817年佐佐木次郎太夫才成功帶領部分居民返回青島居住，最終在1824年大部分在八丈島避難的島民也都回到了青島。
此後青島便無明顯的火山活動。

## 基礎設施

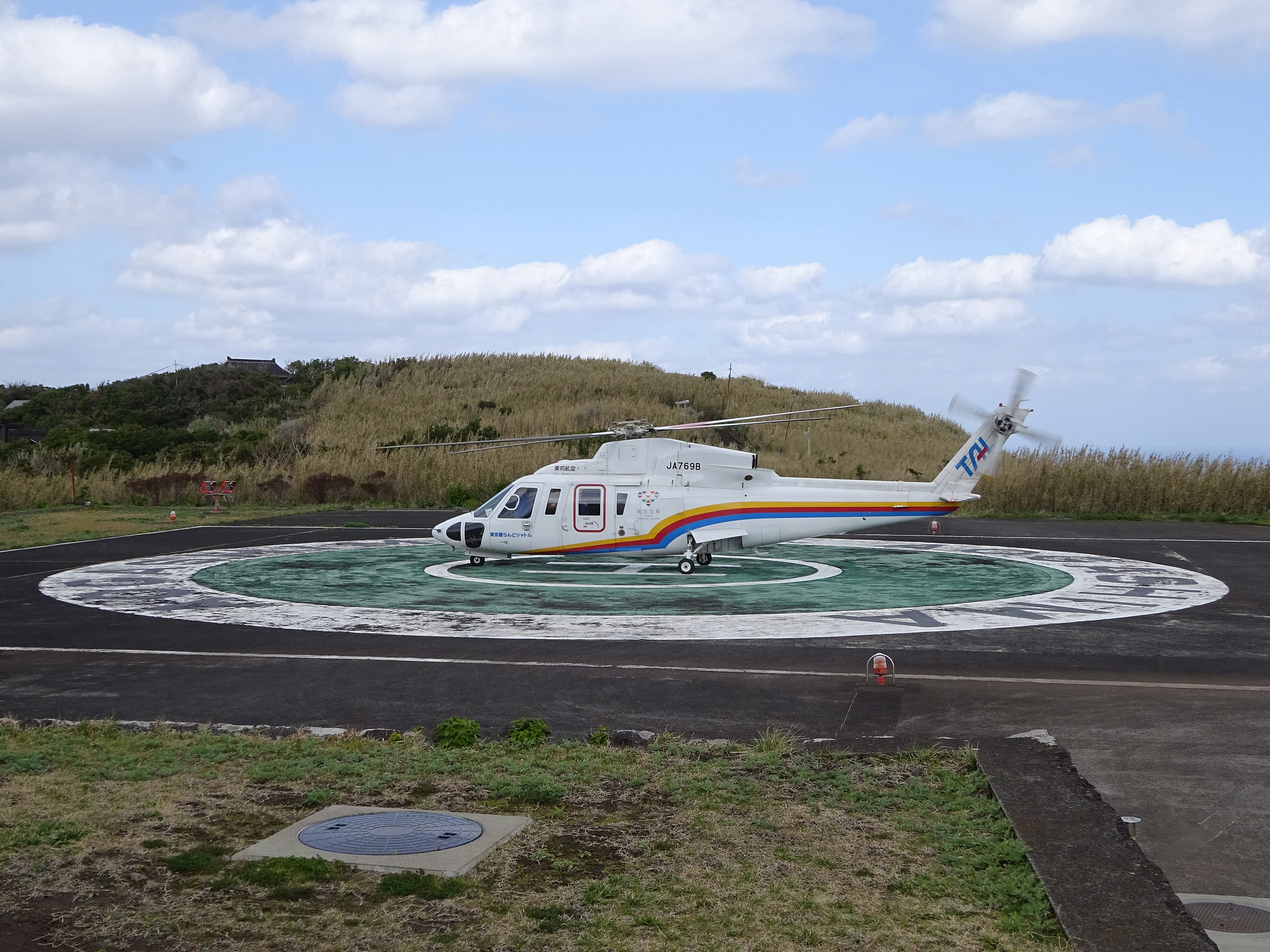
東京愛鄉航路直升機，攝於青島直升機場。

往來青島的交通皆由八丈島到發，因此又被稱為「雙重離島」，交通並不方便。渡輪常因天候不良而取消，直升機（東邦航空的「東京愛らんどシャトル」，暫譯「東京愛鄉航路」）速度快但運量小。到訪觀光客每年約900-1800人。
自2010年代初期，經由網際網路的傳布，青島在世界上漸漸出名，遊客數量超過承載能力。尤其是2014年到2016年，美國知名的網站報導了青島，世界各地前來採訪的媒體與觀光客，使得為數不多的交通工具席次（尤其是直升機）預定更加困難；直升機是島民日常生活不可或缺的交通工具，預約困難為島民的生活帶來了困擾。此外青島村的村民在與使用外國語的觀光客溝通或是接受外語電話採訪時也有困難。
島上的電力由東京電力電網以內燃發電機提供。

## 外部連結
- （日語） 青島 （页面存档备份，存于） - 國土交通省氣象廳 -  全國的活火山的活動履歴
- （日語） 青島 （页面存档备份，存于） - 海上保安廳 - 海洋情報部 - 海域火山資料庫